# JABA近畿クラブ野球交流大会
JABA近畿クラブ野球交流大会（JABAきんきクラブやきゅうこうりゅうたいかい）は、毎年夏に行われる日本野球連盟の近畿地区連盟が主催する社会人野球・クラブチームによる大会である。第6回大会まで、会場は奈良県橿原市の2球場である。

## 概要
2000年代半ばに全国的にクラブチームが急増したことを受け、日本野球連盟近畿地区連盟が、傘下のクラブチームに実戦機会を多く与えることを目的として2007年に創設した。
出場チームは20チーム（2012年実績）で、トーナメントにより優勝を争う。時期的に全日本クラブ野球選手権大会の本戦期間中または本戦直前であるので、同大会に出場を決めたチームは参加しない。

## 歴代優勝チーム
- 第1回（2007年）　泉州大阪野球団
- 第2回（2008年）　一城クラブ
- 第3回（2009年）　奈良Friend BASEBALL CLUB
- 第4回（2010年）　一城クラブ
- 第5回（2011年）　八尾ベースボールクラブ
- 第6回（2012年）　履正社ベースボールクラブ
- 第7回（2013年）　県警桃太郎
- 第8回（2014年）　NARA Ambitions club
- 第9回（2015年）　県警桃太郎
- 第10回（2016年）　大阪ウイング硬式野球クラブ
- 第11回（2017年）　奈良Jメンテナンス野球クラブ